# بوردین فالا
بوردین فالا (تایلندی: บดินทร์ ผาลา؛ زادهٔ ۲۰ دسامبر ۱۹۹۴) بازیکن فوتبال اهل تایلند است.
از باشگاه‌هایی که در آن بازی کرده‌است می‌توان به باشگاه فوتبال بی‌جی پاتوم یونایتد اشاره کرد.
وی همچنین در تیم ملی فوتبال تایلند بازی کرده‌است.